# Вінона (округ, Міннесота)
Шаблон:StateAbbr_ 43°59′ пн. ш. 91°46′ зх. д. / 43.98° пн. ш. 91.77° зх. д.
Округ Вінона (англ. Winona County) — округ (графство) у штаті Міннесота, США. Ідентифікатор округу 27169.

## Історія
Округ утворений 1854 року.

## Демографія
За даними перепису
2000 року
загальне населення округу становило 49985 осіб, зокрема міського населення було 32300, а сільського — 17685.
Серед мешканців округу чоловіків було 24372, а жінок — 25613. В окрузі було 18744 домогосподарства, 11704 родин, які мешкали в 19551 будинках.
Середній розмір родини становив 3,04.
Віковий розподіл населення поданий у таблиці:
| Стать    | До 15 років | 15-21 | 22-29 | 30-39 | 40-49 | 50-65 | 65-85 | Понад 85 |
| -------- | ----------- | ----- | ----- | ----- | ----- | ----- | ----- | -------- |
| Чоловіки | 4744        | 4027  | 2888  | 3068  | 3552  | 3458  | 2342  | 293      |
| Жінки    | 4458        | 4754  | 2619  | 3039  | 3521  | 3318  | 3111  | 793      |

## Суміжні округи
- Баффало, Вісконсин — північ
- Тремполо, Вісконсин — північний схід
- Ла-Кросс, Вісконсин — схід
- Г'юстон — південь
- Філлмор — південний захід
- Олмстед — захід
- Вобаша — північний захід

## Виноски
1. ↑  U.S. Decennial Census. United States Census Bureau. Архів оригіналу за 4 квітня 2018. Процитовано 25 жовтня 2014.
2. ↑  Historical Census Browser. University of Virginia Library. Архів оригіналу за 11 серпня 2012. Процитовано 25 жовтня 2014.
3. ↑  Population of Counties by Decennial Census: 1900 to 1990. United States Census Bureau. Архів оригіналу за 4 серпня 2014. Процитовано 25 жовтня 2014.
4. ↑  Census 2000 PHC-T-4. Ranking Tables for Counties: 1990 and 2000 (PDF). US Census Bureau. Архів оригіналу (PDF) за 18 грудня 2014. Процитовано 25 жовтня 2014.
5. ↑  State & County QuickFacts. US Census Bureau. Архів оригіналу за 22 липня 2011. Процитовано 1 вересня 2013.
6. ↑  American FactFinder. Бюро перепису населення США. Архів оригіналу за 26 лютого 2012. Процитовано 31 січня 2008.

| США | Це незавершена стаття з географії США. Ви можете допомогти проєкту, виправивши або дописавши її. |